# Волюве-Сен-Ламбер

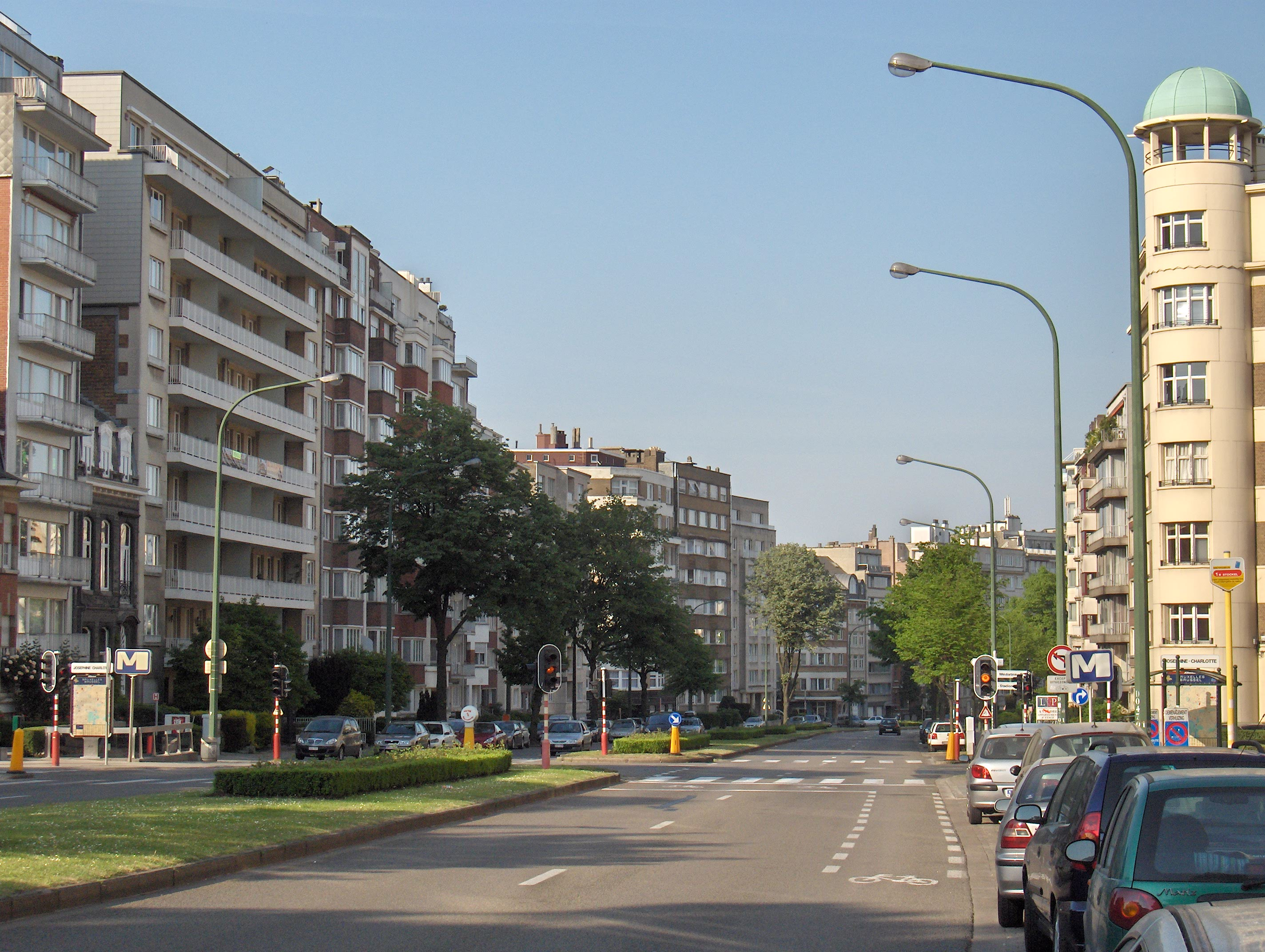

Волюве-Сен-Ламбер (фр. Woluwe-Saint-Lambert), Синт-Ламбрехтс-Волюве (нидерл. Sint-Lambrechts-Woluwe) — одна из 19 коммун, составляющих Брюссельский столичный округ королевства Бельгия. Официальные языки французский, на котором говорят до 80 % населения, и нидерландский языки. Расположен на востоке Брюсселя, по течению реки Волюве. Площадь — 7,22 км².

## Динамика населения
- 1880 — 1.649
- 1910 — 8.883
- 2006 — 47.952
- 2008 — 49.261 (29,08 % жителей — иностранцы)

Уровень безработицы достигает 12,5 % (2009).